# 圣达米亚诺-马克拉
圣达米亚诺-马克拉（義大利語：San Damiano Macra），是意大利库内奥省的一个市镇。总面积54平方公里，人口460人，人口密度8.5人/平方公里（2009年）。ISTAT代码为004207。